# セント・メアリー教会 (香港)

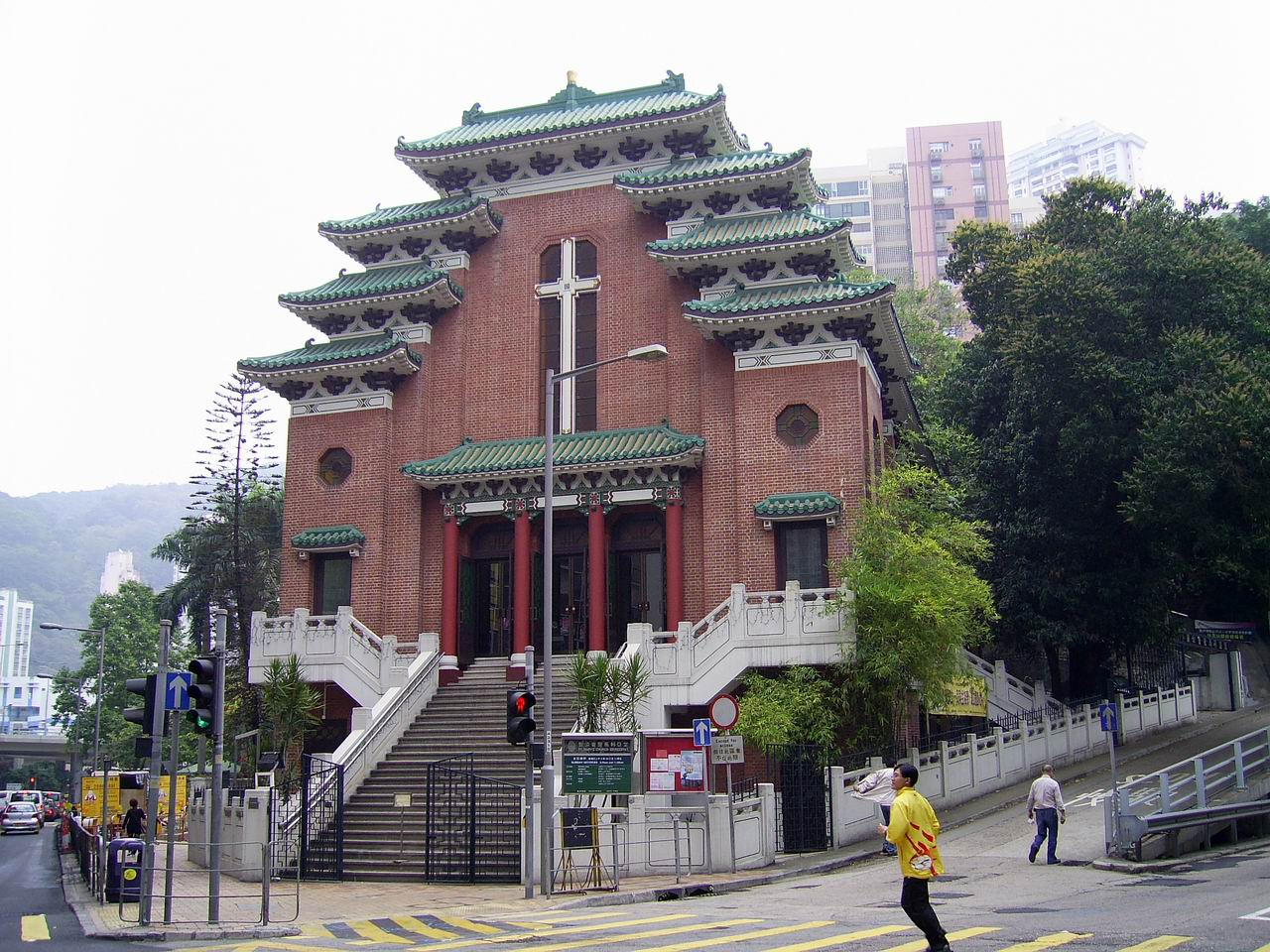
セント・メアリー教会

セント・メアリー教会（セント・メアリーきょうかい、中国語: 聖馬利亞堂、英語: St Mary's Church）は香港聖公会の教会である。1911年に設立し、香港島東区初の宣教事業を展開した教会だった。
セント・メアリー教会は香港島唯一の中国式建築の特徴とルネサンス建築の特徴をミックスした教会であり、正面は中国式宮殿の外観だが、内部は伝統的な西洋式教会になっている。現在は香港一級歴史建築に登録している。